# جووانی کوستا
جووانی کوستا (ایتالیایی: Giovanni Costa؛ ۱۵ اکتبر ۱۸۲۶ – ۳۱ ژانویه ۱۹۰۳) نقاش اهل پادشاهی ایتالیا بود.